# Proie

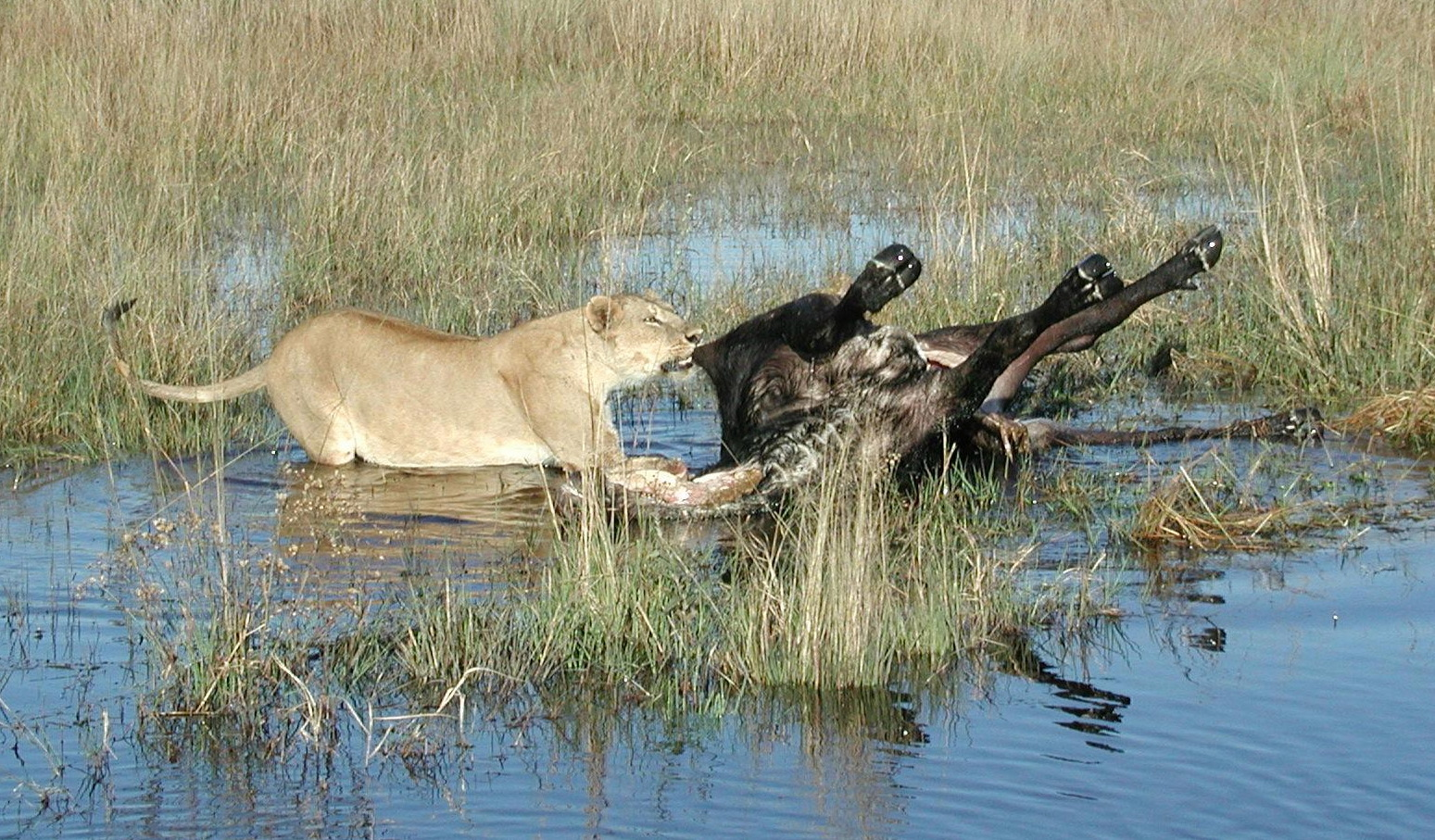
Une lionne ayant capturé une proie.

Une proie est un organisme capturé vivant, tué puis consommé par un autre, qualifié de prédateur. La proie (espèce prédatée) est chassée par le prédateur (espèce prédatrice).
Le nombre et la densité des prédateurs par rapport au nombre et à la densité des proies influent directement sur la dynamique des populations de proies et de prédateurs.

## Galerie

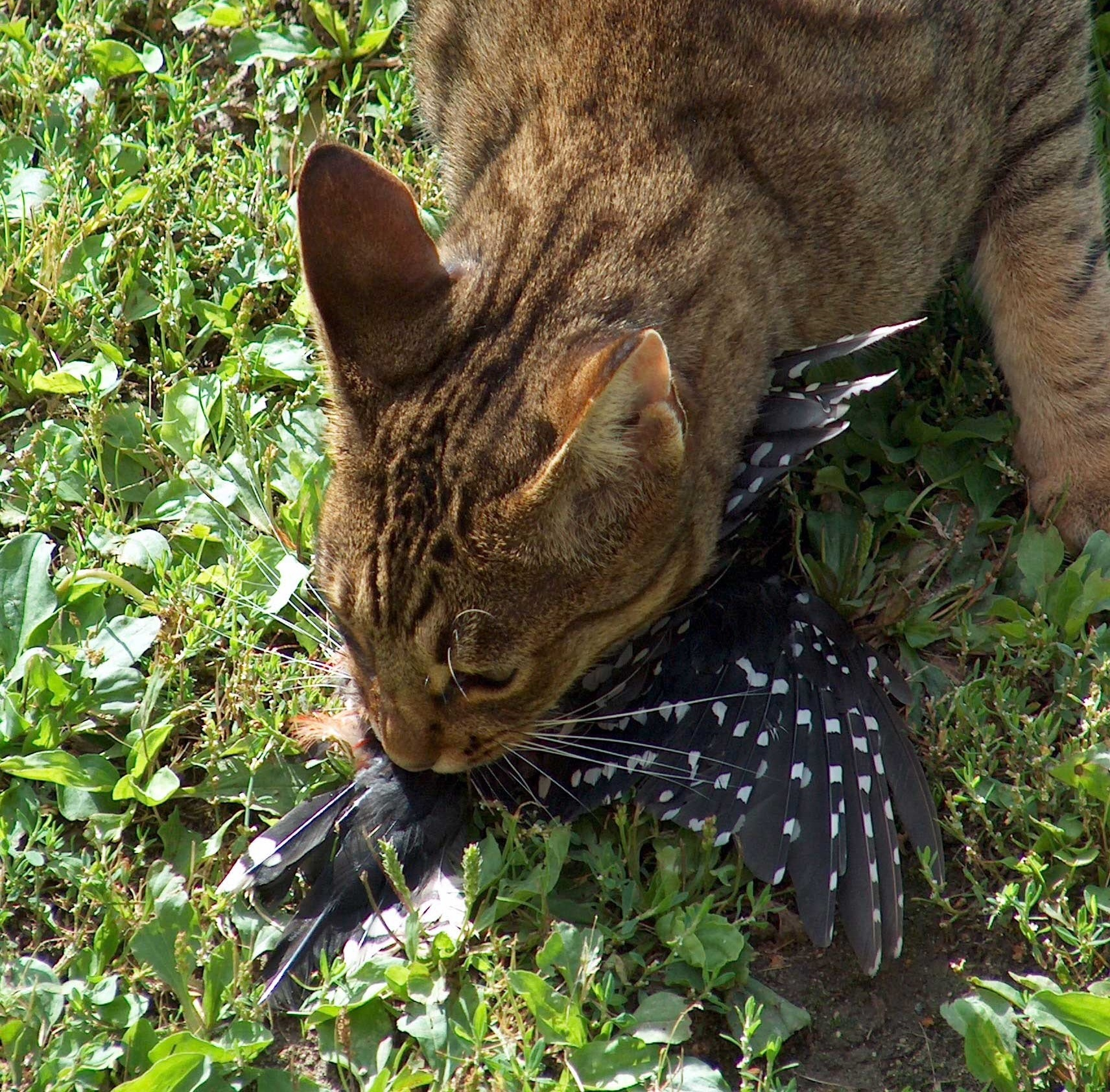
Pic épeiche comme proie de chat.
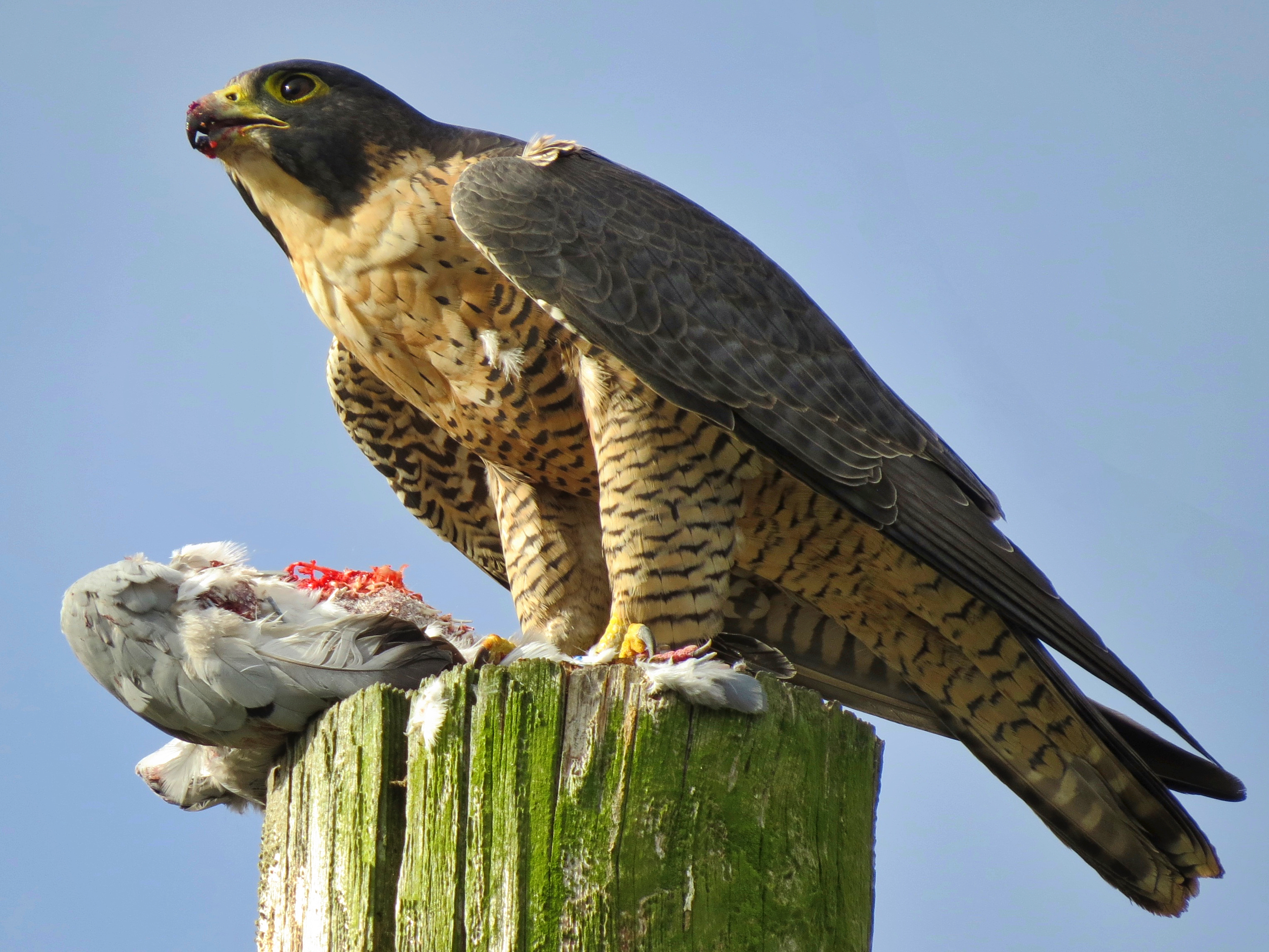
Pigeon comme proie d'un Faucon pèlerin.
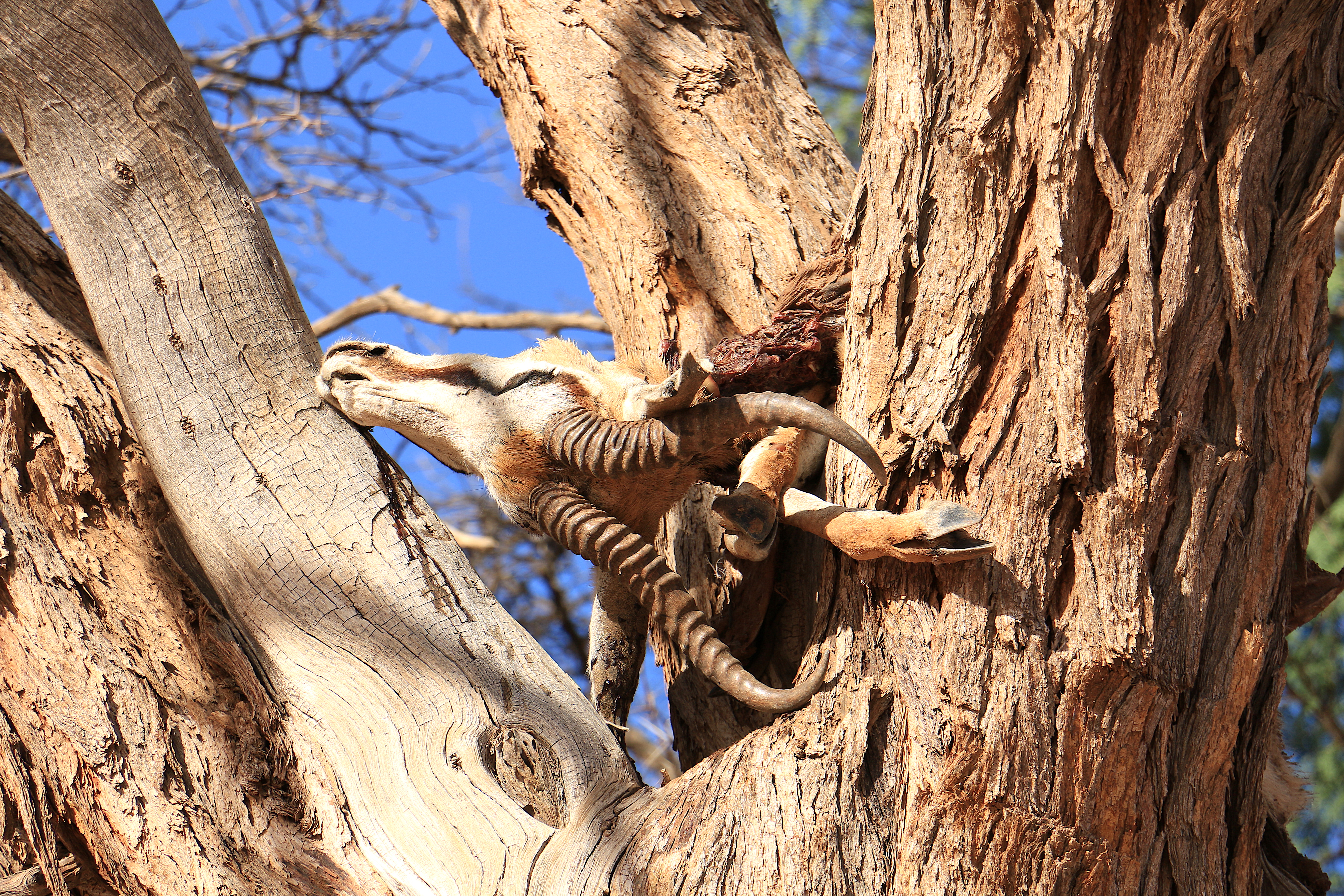
Springbok comme proie mise en sécurité par un léopard sur un chameau épineux.
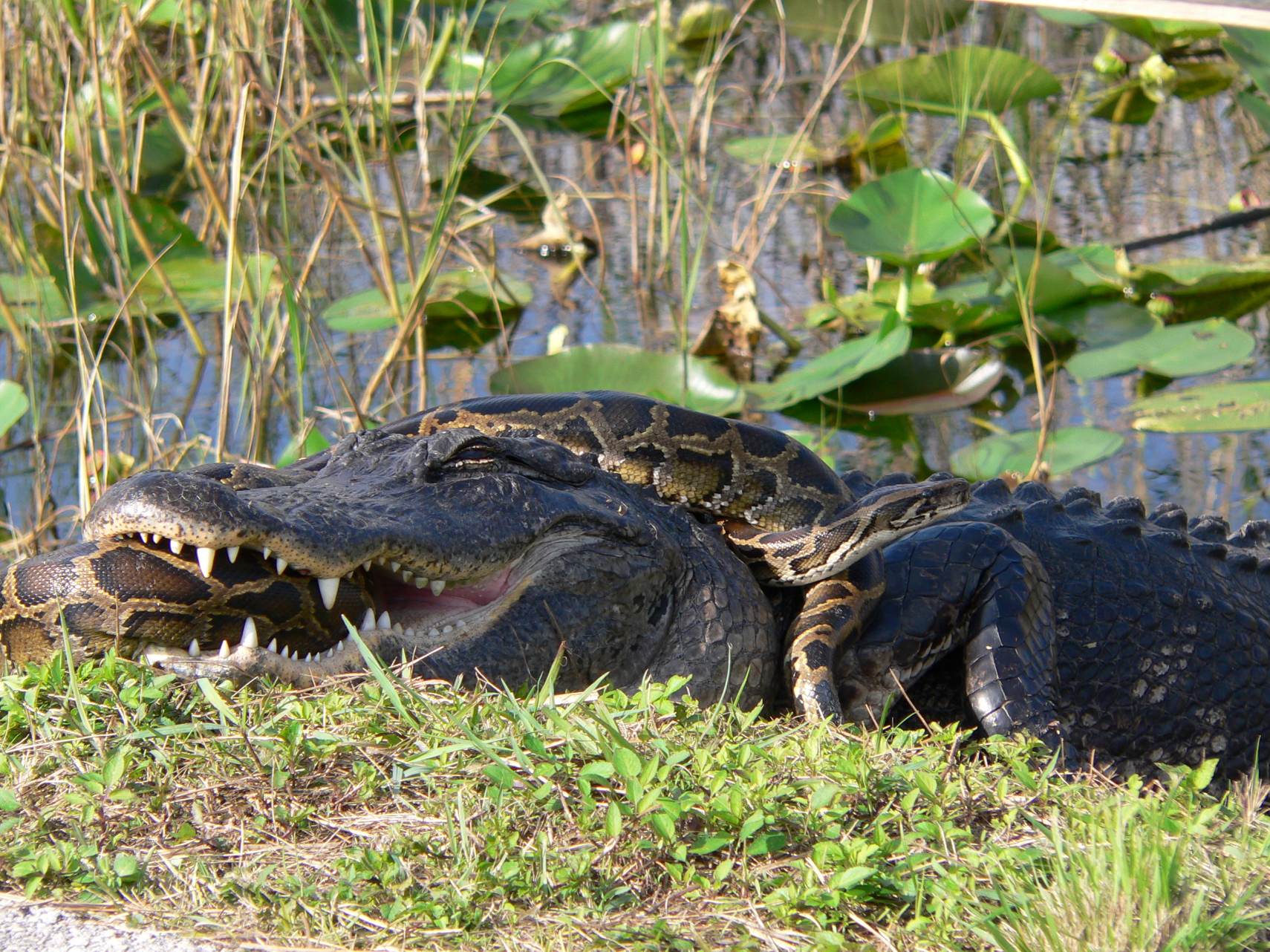
Python birman dans les Everglades attaqué par un alligator du Mississippi.